# جون ديكر (كاريكاتيري)
جون ديكر (بالألمانية: John Decker)‏ (و. 1895 – 1947 م) هو كاريكاتيري، ورسام، وسينوغراف من ألمانيا، والولايات المتحدة، ولد في برلين، توفي في هوليوود، عن عمر يناهز 52 عاماً.